# Bob Mathias
Bob Mathias (17 de noviembre de 1930-2 de septiembre de 2006) fue un atleta estadounidense de decatlón, ganador de dos medallas olímpicas de oro, así como actor y representante de California en la Cámara de Representantes de los Estados Unidos.

## Inicios y carrera atlética
Su nombre completo era Robert Bruce Mathias, y nació en Tulare (California). Era el segundo de los cuatro hijos de Charles y Lillian Mathias.
En 1948, a los 17 años de edad, se graduó en la high school de Tulare tras haber completado una gran trayectoria deportiva que le llevó a ganar ese año el Campeonato Nacional de Decatlón celebrado en Bloomfield, Nueva Jersey. Mathias se había iniciado en esa disciplina por sugerencia de su entrenador, Virgil Jackson. Ese verano se calificó con el equipo olímpico estadounidense para participar en los Juegos Olímpicos de Londres 1948, evento en el cual ganó la medalla de oro, siendo el más joven en conseguirlo hasta aquel momento. Gracias a todo ello, ese año recibió el Premio James E. Sullivan, concedido anualmente al mejor atleta aficionado de los Estados Unidos. Posteriormente pasó un año en la Kiski School de Saltsburg, Pensilvania.
El año 1949 ganó de nuevo el Campeonato Nacional de Decatlón, el cual se celebró ese año en Tulare. Tras ello entró en la Universidad Stanford, donde fue un atleta destacado, así como jugador de fútbol americano durante dos años y miembro de la fraternidad Phi Gamma Delta. 
Mathias consiguió su primer récord mundial de decatlón en 1950, ganando otra vez el campeonato nacional. Ese año llevó a Stanford a participar en la Rose Bowl.
En 1951 pasó el verano en un campo de entrenamiento del Cuerpo de Marines de los Estados Unidos en San Diego (California).
Ganador una vez más del campeonato de decatlón en 1952, ese año participó en los Juegos Olímpicos de Helsinki 1952 con el equipo de Estados Unidos, consiguiendo la medalla de oro en decatlón, y logrando un récord de puntuación, ganando la prueba por 912 puntos, un margen sorprendente. Gracias a ello volvió a su país como un héroe. Tras esas olimpiadas, Mathias se retiró de la competición atlética. 
En 1953 se graduó en Stanford, y ese mismo año fue reclutado por el equipo Washington Redskins, aunque nunca llegó a jugar en la National Football League.
En 1954 se estrenó un film sobre su vida con el título de The Bob Mathias Story, en el cual intervenía él junto a su esposa Melba, con la cual se había casado ese año. El matrimonio tuvo tres hijas, Romel, Megan, y Marissa. También en 1954, entró en el servicio activo en el Cuerpo de Marines con el empleo de Subteniente.
Además de su film biográfico, hizo diferentes cameos en películas y programas televisivos durante los años cincuenta. En la temporada televisiva de 1959-1960, Mathias interpretó a Frank Dugan, junto a Keenan Wynn en el papel de Kodiak y Chet Allen en el de Slats, en la serie televisiva de aventuras de la NBC The Troubleshooters.
En su faceta de intérprete, fue empleado por John Wayne. Además actuó en el film "China Doll", con Victor Mature, fue el Rey Teseo en "El monstruo de Creta", y trabajó en "It Happened in Athens," junto a Jayne Mansfield.
Además de lo anterior, desde 1954 a 1960 Mathias visitó más de cuarenta países como embajador de buena voluntad de Estados Unidos.

## Carrera política
Entre 1967 y 1975 Matthias sirvió en cuatro mandatos en la Cámara de Representantes de los Estados Unidos como miembro del Partido Republicano de los Estados Unidos, en representación del Valle de San Joaquín en California. Derrotó a Harlan Hagen, aspirante del Partido Demócrata de los Estados Unidos, en las elecciones de 1966. 
Mathias fue reelegido en tres ocasiones sin serias dificultades, hasta que en 1974, quizás con motivo de la reorganización geográfica de su distrito electoral, fue derrotado por estrecho margen por John Hans Krebs. 
Entre junio y agosto de 1975, Mathias fue Subdirector del Sistema de Servicio Selectivo, y en 1976 participó en la fallida campaña para la reelección del Presidente de los Estados Unidos Gerald Ford. 
En el año 1976 Mathias se divorció. Al año siguiente fue nombrado director del centro de entrenamiento olímpico de los Estados Unidos en Colorado Springs, casándose ese mismo año con Gwendoyln Alexander. Además, Mathias tuvo un hijo, Reiner, nacido de una relación extramatrimonial.
Más adelante, en 1983, fue nombrado director ejecutivo de la National Fitness Foundation.
En 1996 a Mathias le fue diagnosticado un cáncer de garganta, falleciendo a causa de la enfermedad en Fresno (California) en 2006. Tenía 75 años de edad. Fue enterrado en el Cementerio Público de Tulare.